# ジョン・メイオール&ザ・ブルースブレイカーズ
ジョン・メイオール&ザ・ブルースブレイカーズ（John Mayall＆the Bluesbreakers）は、歌手のジョン・メイオールが率いたイギリスのブルースロック・バンド。自らはラジオ向きのヒット曲を制作しなかったものの、最大の功績は英国のロック&ブルース・ミュージシャンの牽引役となったことである。
1960年代から1970年代に英国から出てきた知名度のあるバンドには、かつてブルースブレイカーズに参加していたメンバーが多く、今でもクラシック・ロックとしてラジオでよく流れる英国ブルース音楽の基礎を築いた。具体名を挙げると、ブルースブレイカーズには、エリック・クラプトンとジャック・ブルース（彼らは後のクリーム）、ピーター・グリーン、 ミック・フリートウッドとジョン・マクヴィー（彼らはフリートウッド・マックに加入する）、ミック・テイラー（彼はローリング・ストーンズに加入）、エインズレー・ダンバー（彼はマザーズ・オブ・インヴェンション に加入）、その他数多くのミュージシャンが在籍していた。
メイオールは1963年から1967年までの間このバンド名を使用したが、その後15年間は解散状態にあった。しかし、1982年に「ブルースブレイカーズの復活」が発表され、その名前は2008年にバンドが再び解散するまで使用された。この名前は一般に、メイオール本人だけの名義でも、バンドを組んだ場合の名義でも使われていて、明確な区別がない。

## 歴史
1963年3月に結成され、1965年にブルースブレイカーズに進化するこのバンドは、その名前の下で演奏するミュージシャン達の100以上の異なる組み合わせで、絶えず顔ぶれが変わっていくものとなった。
ジョン・メイオールと彼のバンドが1964年5月にリリースした最初のシングルは「Crawling Up a Hill」で、そのB面が「Mr. James」だった。シングル時のバンドはピーター・ワード、ジョン・マクヴィーがベース、バーニー・ワトソンがギター、マーティン・ハートがドラムを担当した。
シングルのリリース後、ワトソンはロジャー・ディーン に、ハートはヒューイ・フリントにそれぞれ交代した。この顔ぶれがアルバム『John Mayall Plays John Mayall』を演奏する。この後、彼らは 「Crocodile Walk」というシングル（B面が「Blues City Shakedown」）をリリース。このシングルはデッカ・レコードのプロデューサー、トニー・クラークによって制作された。ここでロジャー・ディーンがグループを離れ、エリック・クラプトンに代わった。クラプトンは1965年4月、最初のアルバムがリリースされてわずか数ヶ月後に加入した。このグループにギター主導のブルースという影響を与えたクラプトンは、ブルースに集中するためヤードバーズを離脱した。
1965年10月には「I'm Your Witchdoctor」(ジミー・ペイジ製作）というシングル発売も見られたが、グループはその年にデッカとのレコード契約を失った。1966年に、初めてジョン・メイオール&ザ・ブルースブレイカーズという名義で、デッカに戻った。その後1966年8月、メイオールとクラプトンはシングル「Lonely Years」をB面「Bernard Jenkins」（これはPurdah Recordsにより発売された）と共にリリースした。7月にはアルバム『Blues Breakers with Eric Clapton』がリリースされ、全英アルバムチャートで最高6位を記録した。
同アルバムがリリースされた直後、クラプトンはコンサートでバディ・ガイを目の当たりにし、彼のトリオに感銘を受けてクリームのアイデアが生まれ、ジンジャー・ベイカーとジャック・ブルースと一緒にこの新たなグループを結成した。ここでクラプトンからピーター・グリーンに交代し、アルバム『A Hard Road』がリリースされた。その後、ミック・テイラーがグループに加わり、1967年7月12日に『Crusade』をレコーディング。すぐ後にマクヴィーはフリートウッド・マックに加入して離脱する。
彼と入れ替わりで、トニー・リーヴスが加入して制作されたアルバム『Bare Wires』は、英国チャートで彼らの最高位（第3位）を獲得した。続けてさらなるアルバム『Blues from Laurel Canyon』の後に、テイラーがローリング・ストーンズ加入のために離脱。ブルースブレイカーズの名前は、ジョン・メイオールのアルバムから削除された。
1960年代が終わる頃、ブルースブレイカーズはついに米国でもいくつかの成功を掴んだ。
幾度かの中断がありつつ、ブルースブレイカーズはアルバムのリリースおよびツアーを続けたが（今日までに50以上）、バンド初期に持っていた重要度や人気評価までには達しなかった。2003年には、メイオールの70歳コンサート（70th Birthday Concert）のためにエリック・クラプトン、ミック・テイラー、クリス・バーバーによるバンドが再結成された（同コンサートは後にCDとDVDでリリースされた）。2004年には、バディ・ウィッティントン、ジョー・ユエレ、ハンク・バン・シックル、トム・カニングを含む顔ぶれが、ミック・テイラー（ゲスト・ミュージシャン）と共に英国内をツアーで回った。
2008年11月、メイオールはブルースブレイカーズを解散して、重い活動量を減らし、他のミュージシャンと自由に活動できるようにすると自身のウェブサイト上で発表した。ロッキー・アサズ（元Black Oak Arkansas）との2009年のソロ・ツアーは、彼のバンド解散後に取り組んだ最初の音楽ベンチャーだった。しかし、2009年、イーグルレコードがメイオールに新しいアルバムを打診。彼はロッキー・アサズ（ギター）、トム・カニング（キーボード）、グレッグ・リザーブ（ベース）、ジェイ・ダベンポート（パーカッション）などとソロ・バンドを組み、同年にアルバム『Tough』を制作した。 1年後、カニングは他の優先事項のために離脱した。

## 旧メンバー
ギタリスト
- エリック・クラプトン
- カル・デビッド（英語版）
- ロジャー・ディーン（ギター奏者）（英語版） (2008年死去)
- ピーター・グリーン
- ジェフ・クリビット
- ハーヴェイ・マンデル（英語版）
- ジョン・マーク（英語版）
- ココ・モントーヤ（英語版）
- ランディ・レスニック（英語版）
- フレディ・ロビンソン (2009年没)
- ミック・テイラー
- ウォルター・トラウト（英語版）
- リック・ビート（英語版）
- バーニー・ワトソン
- ジョン・ウィーダー（英語版）
- バディ・ウィッティントン（英語版）

ドラマー
- コリン・アレン
- エインズレー・ダンバー
- ミック・フリートウッド
- ヒューイ・フリント（英語版）
- キーフ・ハートリー (2011年死去)
- ジョン・ハイズマン (2018年死去)
- ポール・ラゴス
- ソコ・リチャードソン（英語版） (2004年死去)
- ジョー・ユエレ

ベーシスト
- ジャック・ブルース (2014年死去)
- アンディ・フレイザー (2015年死去)
- ヴィクター・ガスキン（英語版） (2012年死去)
- ジョン・マクヴィー
- トニー・リーヴス
- ラリー・テイラー（英語版）
- スティーヴ・トンプソン（英語版） [11]
- ハンク・ヴァン・シックル（英語版）
- リッキー・コルテス（英語版）

その他の楽器奏者
- ジョニー・アーモンド（英語版） - フルート、サックス (2009年死去)
- クリス・バーバー（英語版） - トロンボーン
- ロニー・バロン - ピアノ (1997年死去)
- ポール・バターフィールド  - ハーモニカ (1987年死去)
- ドン・"シュガーケイン"・ハリス（英語版） - ヴァイオリン (1999年死去)
- デレク・ヒーリー - トランペット
- ディック・ヘクストール＝スミス - テナーサックス、ソプラノサックス (2004年死去)
- レッド・ホロウェイ（英語版） - テナーサックス (2012年死去)
- リップ・カント （Rip Kant） - バリトンサックス
- ヘンリー・ロウサー - コルネット、トランペット、ヴァイオリン
- クリス・マーサー - テナーサックス、バリトンサックス
- ビリー・ミッチェル - テナーサックス
- ブルー・ミッチェル - トランペット、フリューゲルホルン (1979年死去)
- ニック・ニューウェル - サックス
- アラン・スキドモア - テナーサックス
- クリフォード・ソロモン - アルトサックス、 テナーサックス
- アーニー・ワッツ - テナーサックス

## ディスコグラフィ

### ジョン・メイオール&ザ・ブルースブレイカーズ
- 『ジョン・メイオール・プレイズ・ジョン・メイオール』 - John Mayall Plays John Mayall (1965年)
- 『ジョン・メイオール&ザ・ブルースブレイカーズ・ウィズ・エリック・クラプトン』 - Blues Breakers with Eric Clapton (1966年) 英6位
- 『ジョン・メイオールとピーター・グリーン/ブルースの世界』 - A Hard Road (1967年) 英10位
- 『革命』 - Crusade (1967年)  英8位 米136位
- 『ベア・ワイヤーズ』 - Bare Wires (1968年) 英3位 米59位 仏1位

### オリジナル、ジョン・メイオール・アルバム
- 1965年: John Mayall Plays John Mayall                (Decca) [ライブ、1964.12月]
- 1966年: Blues Breakers with Eric Clapton             (Decca) 英No. 6
- 1967年: A Hard Road                                  (Decca) 英10位
- 1967年: Crusade                      (Decca) 英8位
- 1967年: The Blues Alone                              (Ace of Clubs) 英24位
- 1968年: The Diary of A Band ? Volume One                 (Decca) [ライブ] 英27位
- 1968年: The Diary of A Band ? Volume Two                 (Decca) [ライブ] 英28位
- 1968年: Bare Wires                                   (Decca) 英3位
- 1968年: Blues from Laurel Canyon                     (Decca) 英33位
- 1969年: Looking Back (Decca) ) コンピレーション [1964-1968] 英14位
- 1969年: The Turning Point (Polydor) [ライブ] 英11位
- 1970年: Empty Rooms                                  (Polydor) [1969.7-10月] 英9位
- 1970年: USA Union                                    (Polydor) 英50位
- 1971年: Back to the Roots (Polydor, 2LP) 英31位
- 1971年: Memories                                         (Polydor)
- 1971年: Thru the Years                               (Decca)コンピレーション [1964-1968]
- 1972年: Down The Line                                    (London, 2LP) コンピレーション [1964-1968] このセットのセカンドアルバムが、米国でJohn Mayall Plays John Mayallの最初の公式リリース。
- 1972年: Jazz Blues Fusion  (Polydor) [ライブ、米国、1971.11-12月]
- 1973年: Moving On                                        (Polydor) [スタジオ + ライブ、米国、1972.7月]
- 1973年: Ten Years Are Gone                           (Polydor, 2LP; then 2CD reissue in 2008) [スタジオ + ライブ、ニューヨーク、1972年]
- 1974年: The Latest Edition                               (Polydor)
- 1975年: New Year, New Band, New Company                  (Blue Thumb/ABC-One Way)
- 1976年: Notice To Appear                                 (ABC-One Way)
- 1976年: A Banquet In Blues                               (ABC-One Way)
- 1977年: Lots of People                                   (ABC-One Way) [ライブ、ロサンゼルス、 1976.11月]
- 1977年: A Hard Core Package                              (ABC-One Way)
- 1977年: Primal Solos                                     (Decca) [ライブ、英国、1965.1968]
- 1978年: The Last of The British Blues                    (ABC-One Way) [ライブ、米国]
- 1979年: Bottom Line              (DJM)
- 1979年: No More Interviews                               (DJM)
- 1980年: Road Show Blues                                  (DJM) 復刻:
  - 1982年: Roadshow Blues Band
  - 1995年: Why Worry
  - 1997年: [Blues Breaker]
  - 1998年: The Adventures of John Mayall
  - 2000年: Lost And Gone
  - 2001年: Reaching For The Blues
  - 2006年: Godfather of The Blues
  - 2007年: A Big Man
- 1985年: Return of The Bluesbreakers                      (AIM [Australia]) [1981.1982]
- 1985年: Behind The Iron Curtain                          (GNP Crescendo) [ライブ、ハンガリー]復刻:
  - 2004年: Steppin' Out
- 1988年: Chicago Line                                     (Entente-Island) 復刻:
  - 1994年: Uncle John's Nickel Guitar                      (Dog 'N' Roll)
  - 1999年: Blues Power                                     (Recall, with live bonus CD: Life In The Jungle-Charly Blues Masterworks, Vol.4 [原盤は1996年リリース])
  - 2000年: Blue For You                                    (Dressed To Kill)
  - 2000年: Blues Breaker                                   (Neon, with two live bonus tracks)
- 1988年: The Power of The Blues                           (Entente) [ライブ、ドイツ、1987] 復刻:
  - 1992年: British Blues                                   (Editions Atlas)
  - 1993年: New Bluesbreakers (The Blues Collection #008)   (Orbis)
  - 2003年: Blues Forever                                   (Fuel)
- 1988年: Archives To Eighties                             (Polydor) [←1971]
- 1990年: A Sense of Place                                 (Island)
- 1992年: Cross Country Blues                              (One Way) [1981.1984]
- 1993年: Wake Up Call (Silvertone) 英61位
- 1994年: The 1982 Reunion Concert                     (One Way) [ライブ、米国]
- 1995年: en:Spinning Coin                                (Silvertone)
- 1997年: Blues For The Lost Days                          (Silvertone)
- 1999年: Padlock On The Blues                             (Purple Pyramid/Cleopatra; then Eagle in 2002) -with John Lee Hooker
- 1999年: Rock The Blues Tonight                           (Indigo, 2CD) [ライブ、カナダ, 1970 and 1971]
- 1999年: Live at The Marquee 1969                         (Spitfire; then Eagle in 2002) [ライブ、ロンドン]
- 1999年: The Masters                                      (Spitfire, 2CD; then Eagle in 2002) [ライブ、イギリス、1969]
- 1999年: Live: 1969                                       (Eagle, 2CD) 復刻:
  - 2004年: The Turning Point Soundtrack
- 2000年: Reaching For The Blues '79-'81                   (Purple Pyramid/Cleopatra)
- 2001年: Along For The Ride                               (Eagle/Red Ink)
- 2002年: Stories                                          (Eagle/Red Ink)
- 2003年: Rolling With The Blues: John Mayall Live...The Second Decade 1972-1982 (Secret-Shakedown, 2CD + interview DVD; then Recall in 2005 but minus the DVD) [ライブ、ドイツ1972-1973, 米国1980-1982, イタリア1982]注:大半のカナダ版では、動詞 "Rolling"が "Running"に変更。復刻:
  - 2006年: The Private Collection (Snapper, 2CD)
- 2003年: 70th Birthday Concert                        (Eagle, 2CD) [ライブ、リバプール]
- 2005年: Road Dogs      (Eagle)
- 2007年: Live at The BBC                                  (Decca) [1965-1967.1975]
- 2007年: In The Palace of The King                        (Eagle)
- 2007年: Live from Austin, Tx (New West) [1993]
- 2008年: Dreaming About The Blues                         (Blues Boulevard, 2CD)注:Chicago LineとThe Power of The Blues両方の復刻
- 2009年: Tough              (Eagle)
- 2011年: In The Shadow of Legends                         (Blues Boulevard) [ライブ、ニュージャージー、1982] -注:Blues Alive/Jammin' With The Blues Greats DVDと同じ素材
- 2014年: A Special Life                               (Forty Below)注:プロデューサーEric Corneのレーベル
- 2015年: Blues Alive NYC 1976                             (Rockbeat) [ライブ、1976.10月]
- 2015年: Live In 1967                                     (Forty Below, London clubs)
- 2015年: Find A Way To Care                               (Forty Below)
- 2016年: Live In 1967, Volume 2                           (Forty Below, London clubs)
- 2016年: Live At Jazz Fest 2016 (New Orleans, April 24)   (Munck Music)
- 2017年: Talk About That                                  (Forty Below, recorded Fall 2016)

### DVD
- 1982年: Blues Alive  VHS (2004年にJammin' With The Blues GreatsとしてDVD再リリース),1982年6月ニュージャージー州のキャピトルシアターで撮影されたコンサート。顔ぶれはメイオール、ミック・テイラー、ジョン・マクビー、コリン・アレンでゲストがアルバート・キング、エタ・ジェイムス、バディ・ガイ、ジュニア・ウェルズ、シッピー・ウォレス（英語版）
- 2003年: 70th Birthday Concert CD + DVD (Eagle) ライブ2003
- 2004年: The Godfather of British Blues/The Turning Point DVD (Eagle) ドキュメンタリー
- 2004年: Live at Iowa State University DVD (Quantum Leap/Umbrella) ライブ1987
- 2004年: Live From The Bottom Line, New York DVD (Quantum Leap/Umbrella) ライブ1990
- 2006年: Room To Move: John Mayall In Concert DVD (All Stars) ライブ1987 注:Live at Iowa State Universityと同じ素材（9曲）ただし追加の6曲あり
- 2006年: Bits And Pieces About...John Mayall DVD + bonus CD (Laserlight/Delta)
- 2007年: Live From Austin, TX DVD (New West) オースティン・シティ・リミッツ・ミュージック・フェスティバルでのライブ1993
- 2011年: Live In Germany 1988 DVD (Immortal)
- 2012年: Sweet Little Angel: Paris 1970 DVD (IMV/Blueline) ライブ1970、ゲストはダスター・ベネット（英語版）
- 2012年: The Lost Broadcasts DVD (AIS/Gonzo) ライブ1969.1979

### ジョン・メイオールのウェブサイトのみ
"Private Stash"限定リリース
- 2000年: Time Capsule (メイオールの個人アーカイブから、19曲 1957-62)
- 2001年: UK Tour 2K (ライブ)
- 2001年: Boogie Woogie Man (11ライブ「ソロ」コンサート演奏、2000)
- 2003年: No Days Off (ライブ)
- 2004年: Cookin' Down Under (DVD)
- 2011年: Live In London (1 November 2010, 2CD and DVD)
- 2012年: Historic Live Shows, Vol. 1 (6曲 1970-71、ドイツ+ 4曲 1990、日本とドイツ)
- 2012年: Historic Live Shows, Vol. 2 (12曲 1990-95、日本とドイツ)
- 2012年: Historic Live Shows, Vol. 3 (4曲 1997、米国+6曲 1998、オランダ)

### 非公式編集版と海賊版
- 1990年: Crocodile Walk (海賊版、1996年にBulldogs For Saleとして復刻)
- 1984年: Blues Alive (RCA/Columbia、2002年にBack To The Rootsとして復刻)
- 198?年: Dal vivo a Milano (海賊版) [ライブ 1982年11月26日]
- 199?年: Beano's Boys (海賊版)
- 199?年: The First 5 Years (Pontiac) [Crocodile Walk + BBC sessions + unreleased live tracks]
- 199?年: Simply Outstanding: Live at The Fillmore West '68 (Vintage Masters VMCDR-107) [Wolfgang's Vaultに同じ]
- 1999年: Horny Blues (Massive Attack) [ライブ 1972]
- 1999年: Mayallapolis Blues (Blues Tune BT09) [ライブ、ミネアポリス、1993年3月3日]
- 2001年: Archive: Live (Rialto)

### 英国シングル
- 1964年5月: "Crawling Up A Hill" / "Mr. James" (Decca F-11900)
- 1965年4月: "Crocodile Walk" / "Blues City Shakedown" (Decca F-12120)
- 1965年10月: "I'm Your Witchdoctor" / "Telephone Blues" (Immediate IM-012)[12]
- 1966年8月: "Lonely Years" / "Bernard Jenkins" (Purdah 45-3502)
- 1966年9月: "Key To Love" / "Parchman Farm" (Decca F-12490)
- 1966年10月: "Looking Back" / "So Many Roads" (Decca F-12506)
- 1967年1月: "Sitting In The Rain" / "Out Of Reach" (Decca F-12545)
- 1967年?月: "Curly" / "Rubber Duck" (Decca F-12588)[13] [注: ブルースブレイカーズバンドのみ、メイオールは録音参加していない]
- 1967年4月: John Mayall's Bluesbreakers With Paul Butterfield (Decca DFE-R8673) [これは7インチEP盤リリース。4タイトルは"All My Life", "Ridin' On The L & N", "Little By Little", and "Eagle Eye"]
- 1967年1月: "Double Trouble" / "It Hurts Me Too" (Decca F-12621)
- 1967年8月: "I'm Your Witchdoctor" / "Telephone Blues" (Immediate IM-051) [reissue]
- 1967年10月: "Suspicions, Pt. 1" / "Suspicions, Pt. 2" (Decca F-12684)
- 1968年2月: "Jenny" / "Picture On The Wall" (Decca F-12732)
- 1968年6月: "No Reply" / "She's Too Young" (Decca F-12792)
- 1968年11月: "The Bear" / "2401" (Decca F-12846)[6]

### 米国シングル
- 1966年11月: "Key To Love" / "Parchman Farm" (London 45-20016)
- 1967年4月: "All Your Love" / "Hideaway" (London 45-20024)
- 1967年9月: "I'm Your Witchdoctor" / "Telephone Blues" (Immediate ZS7-502)
- 1968年1月: "Suspicions" / "Oh, Pretty Woman" (London 45-20035)
- 1968年4月: "Jenny" / Picture On The Wall" (London 45-20037)
- 1968年1月: "Broken Wings" / "Sonny Boy Blow" (London 45-20039)
- 1968年11月: "Walking On Sunset" / "Living Alone" (London 45-20042)
- 1969年8月: "Don't Waste My Time" / "Don't Pick A Flower" (Polydor PD-14004) Billboard Hot 100 #81
- 1969年11月: "Room To Move" / "Saw Mill Gulch Road" (Polydor PD-14010)
- 1970年12月: "Nature's Disappearing" / "My Pretty Girl" (Polydor PD-14051)
- 1972年3月: "Play The Harp" / "Nobody Cares" (Polydor PD-14117)
- 1972年10月: "Moving On" / "Keep Our Country Green" (Polydor PD-14151)
- 1974年6月: "Gasoline Blues" / "Brand New Band" (Polydor PD-14243)
- 1974年8月: "Let Me Give" (mono) / "Let Me Give" (stereo) (Polydor PD-14253)